# Microcharmus
Microcharmus és un gènere d'escorpins endèmics de Madagascar, de la família Microcharmidae i superfamília dels bútids. Com a gènere havia estat fusionat, però ha estat separat de nou per Wilson R. Lourenço el 2019.

## Taxonomia
Microcharmus conté les espècies següents:
- Microcharmus andrei Lourenço, Waeber & Wilme, 2019
- Microcharmus antongil Lourenço, Waeber & Wilme, 2019
- Microcharmus bemaraha Lourenço, Goodman & Fisher, 2006
- Microcharmus cloudsleythompsoni Lourenço, 1995
- Microcharmus confluenciatus Lourenço, Goodman & Fisher, 2006
- Microcharmus djangoa Lourenço, Waeber & Wilme, 2019
- Microcharmus duhemi Lourenço, Goodman & Fisher, 2006
- Microcharmus fisheri Lourenço, 1998
- Microcharmus hauseri Lourenço, 1996
- Microcharmus jussarae Lourenço, 1996
- Microcharmus maculatus Lourenço, Goodman & Fisher, 2006
- Microcharmus madagascariensis Lourenço, 1999
- Microcharmus pauliani (Lourenço, 2004)
- Microcharmus sabineae Lourenço, 1996
- Microcharmus variegatus Lourenço, Goodman & Fisher, 2006
- Microcharmus violaceous Lourenço, Goodman & Fisher, 2006